# 地獄の女スナイパー
『地獄の女スナイパー』（じごくのおんなスナイパー、L'angelo con la pistola）は、1992年のイタリアのアクションドラマ映画。ダミアーノ・ダミアーニ監督。

## キャスト
役名、俳優、日本語吹替。
- リザ - ターニー・ウェルチ（英語版）（吉田理保子）
- ジャコミニ - レモ・ジローネ（イタリア語版）（小川真司）
- テレザ - エヴァ・グリマルディ（イタリア語版）（一柳みる）
- バゼック - ニコラ・デラーモ（谷口節）
- ルイス - フランコ・シアッカ（江原正士）
- アスタリタ - セルジオ・フィオレンティーニ（イタリア語版）（納谷悟朗）
- パスカル - アントニーノ・ルオリオ（イタリア語版）

日本語吹替は、1997年7月12日にフジテレビで放送された『ゴールデン洋画劇場』版のもの。

## スタッフ
- 監督：ダミアーノ・ダミアーニ
- 脚本：カルラ・ジュリア・カサリーニ、ダルダノ・サッケッティ、ダミアーノ・ダミアーニ
- 原案：マリオ・チェッキ・ゴーリ、ダミアーノ・ダミアーニ
- 製作：マリオ・チェッキ・ゴーリ、ヴィットリオ・チェッキ・ゴーリ
- 製作総指揮：ルチアーノ・ルーナ
- 撮影監督：セバスチアーノ・セレステ（イタリア語版）
- プロダクションデザイナー：ウンベルト・タルコ
- 編集：アントニオ・シチリアーノ（英語版）
- 音楽：リズ・オルトラーニ
- 日本語字幕：大條成昭
- 吹替翻訳：柴田香代子
- 吹替演出：清水勝則
- 吹替調整：栗林秀年
- 吹替効果：南部満治
- 吹替製作：ザック・プロモーション